# Nepal nos Jogos Olímpicos de Verão de 1992
O Nepal competiu nos Jogos Olímpicos de Verão de 1992 em Barcelona, Espanha.

## Atletismo
Maratona masculina
- Hari Rokaya → 70º lugar (2:32.26)